# José Inácio do Nascimento
José Inácio do Nascimento (Meia Ponte atualmente Pirenópolis), 15 de junho de 1789 — Meia Ponte, 1850), foi um notável educador e músico de sua época. 

## Vida
Em 1828, já se destacava como professor primário particular. Em 1832, passou a integrar o corpo docente da primeira escola pública de sua cidade natal, onde se destacou tanto como educador quanto como músico e encarnador. Em 1833, foi eleito vereador da primeira câmara da vila de Meia Ponte. Além de suas contribuições educacionais e políticas, atuou com distinção como diretor de música e executante, consolidando seu legado cultural na região.
No campo musical atuou como músico erudito, compositor e regente da Orquestra e coro da Igreja Matriz de Pirenópolis, substituindo o Padre José Joaquim Pereira da Veiga. Ele teve uma contribuição significativa para a vida cultural de Goiás e foi influenciado por vários músicos notáveis da época. José Inácio era descendente da família Rodrigues Nascimento, que desde o século XVIII se destacavam como músicos e desempenhavam um papel crucial na formação e evolução da música no arraial de Meia Ponte.
Foi pai de Francisco Inácio da Luz (1821 – 1878) e Antônio da Costa Nascimento (1837 – 1903), que após a morte do pai, foi criado por seu irmão mais velho, sendo conhecido como Tonico do Padre. Tonico do Padre foi um renomado compositor e intérprete de músicas tradicionais da região. Sua habilidade musical e seu envolvimento em eventos culturais ajudaram a preservar e promover a rica tradição musical de Pirenópolis. Além disso, ele teve um papel significativo na promoção das festas e celebrações locais, consolidando ainda mais sua importância na vida cultural da cidade e um dos principais nomes da música goiana do século XIX.